# Droits LGBT à Hong Kong
Les personnes lesbiennes, gays, bisexuelles et transgenres (LGBT) à Hong Kong peuvent être confrontées à des difficultés juridiques et sociales que ne connaissent pas les citoyens non LGBT.

## Légalité des relations sexuelles entre personnes de même sexe
L'homosexualité masculine est légale à Hong Kong depuis 1991, l'homosexualité féminine n'étant pas punie par la loi.
Cette loi institue cependant des âges de consentement différents pour les relations homosexuelles. Cela ne constitue plus un délit pour deux hommes consentants âgés d'au moins 21 ans se livrant à un comportement homosexuel en privé, alors que l'âge de consentement pour les hétérosexuels est fixé à 16 ans,. En 2005, le juge Hartmann estime que l'inégal âge du consentement est inconstitutionnel en vertu de l'ordonnance sur la Charte des droits, car il viole le droit à l'égalité,. La décision est confirmée par la Cour d'appel, mais les dispositions ne sont officiellement supprimées de l'ordonnance sur les crimes qu'en 2014.

## Union civile et mariage
Le 5 septembre 2023, la Cour d’appel final d'Hong Kong tranche en faveur des droits aux unions civiles de personnes de même sexe, mais s'oppose au mariage de personne de même sexe,,. En lieu et place de cet arrêt, la Cour a donné au gouvernement deux ans, pour mettre en place un cadre officiel de reconnaissance des unions entre personnes de même sexe, c'est-à-dire en 2025.
En octobre 2023, la Cour d’appel final d'Hong Kong déclare que les couples de même sexe mariés à l'étranger ont les mêmes droits en matière d'héritage.

## Place dans la société

### Marche des fiertés
La première marche des fiertés à Hong Kong a lieu le 15 octobre 2004, mais ne rassemble que 100 participants,. La marche des fiertés de 2008 rassemble 1000 participants, et les suivantes rassemblent de plus en plus d'individus avec 12 000 en 2018.